# Pekela
Pekela (en groninguès, De Pekel) és un municipi de la província de Groningen, al nord dels Països Baixos. L'1 de gener del 2009 tenia 13.034 habitants repartits sobre una superfície de 50,20 km² (dels quals 1,11 km² corresponen a aigua).

## Centres de població
- Boven Pekela
- Nieuwe Pekela
- Oude Pekela

## Administració
El consistori actual, després de les eleccions municipals de 2007, és dirigit pel socialista Meindert Schollema. El consistori consta de 15 membres, compost per:
- Partit del Treball, (PvdA) 7 escons
- Partit Socialista, 3 escons
- Crida Demòcrata Cristiana, (CDA) 2 escons
- GroenLinks, 1 escons
- ChristenUnie, 1 escons
- Partit Popular per la Llibertat i la Democràcia, (VVD) 1 escó

## Galeria d'imatges

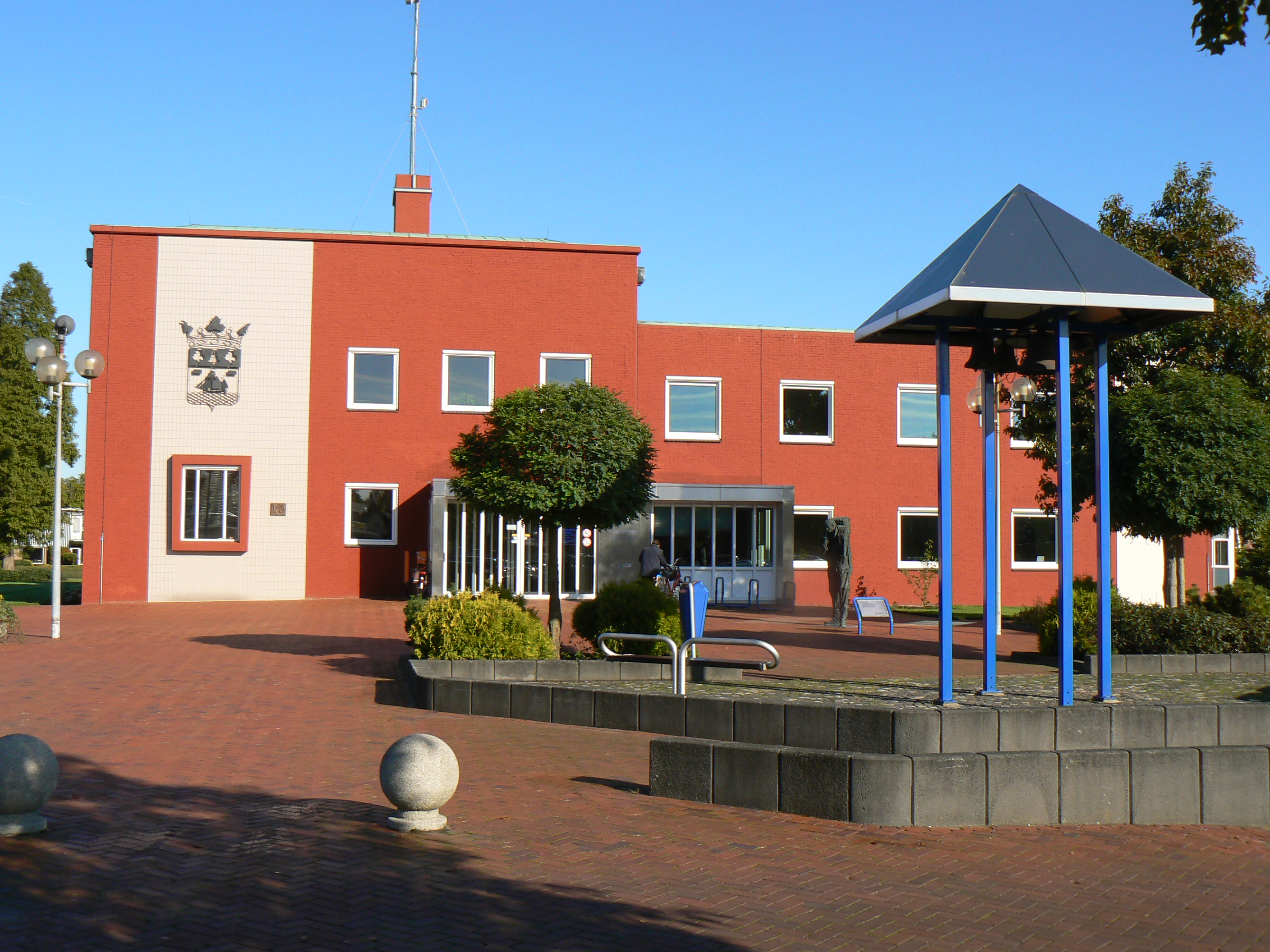
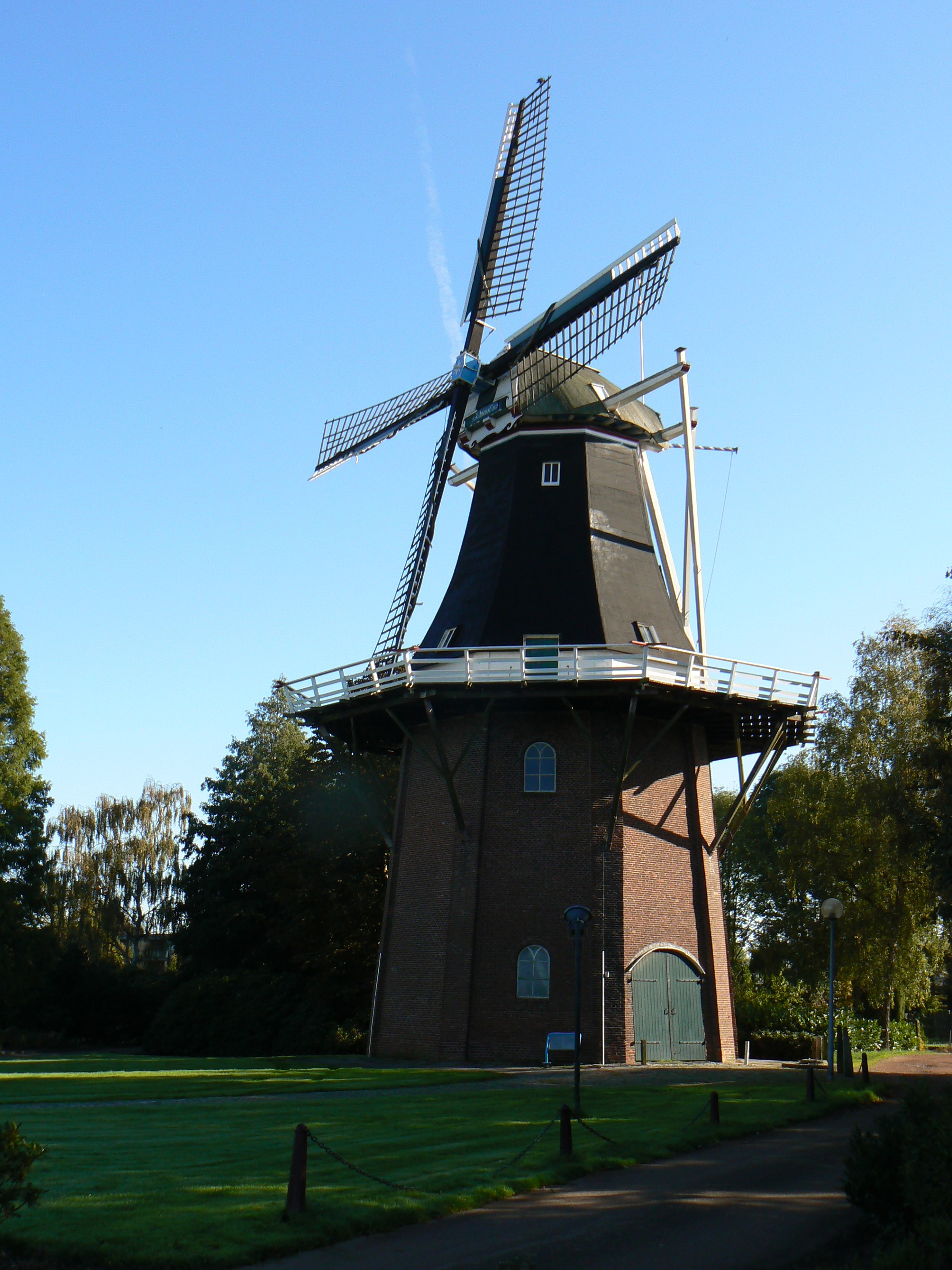
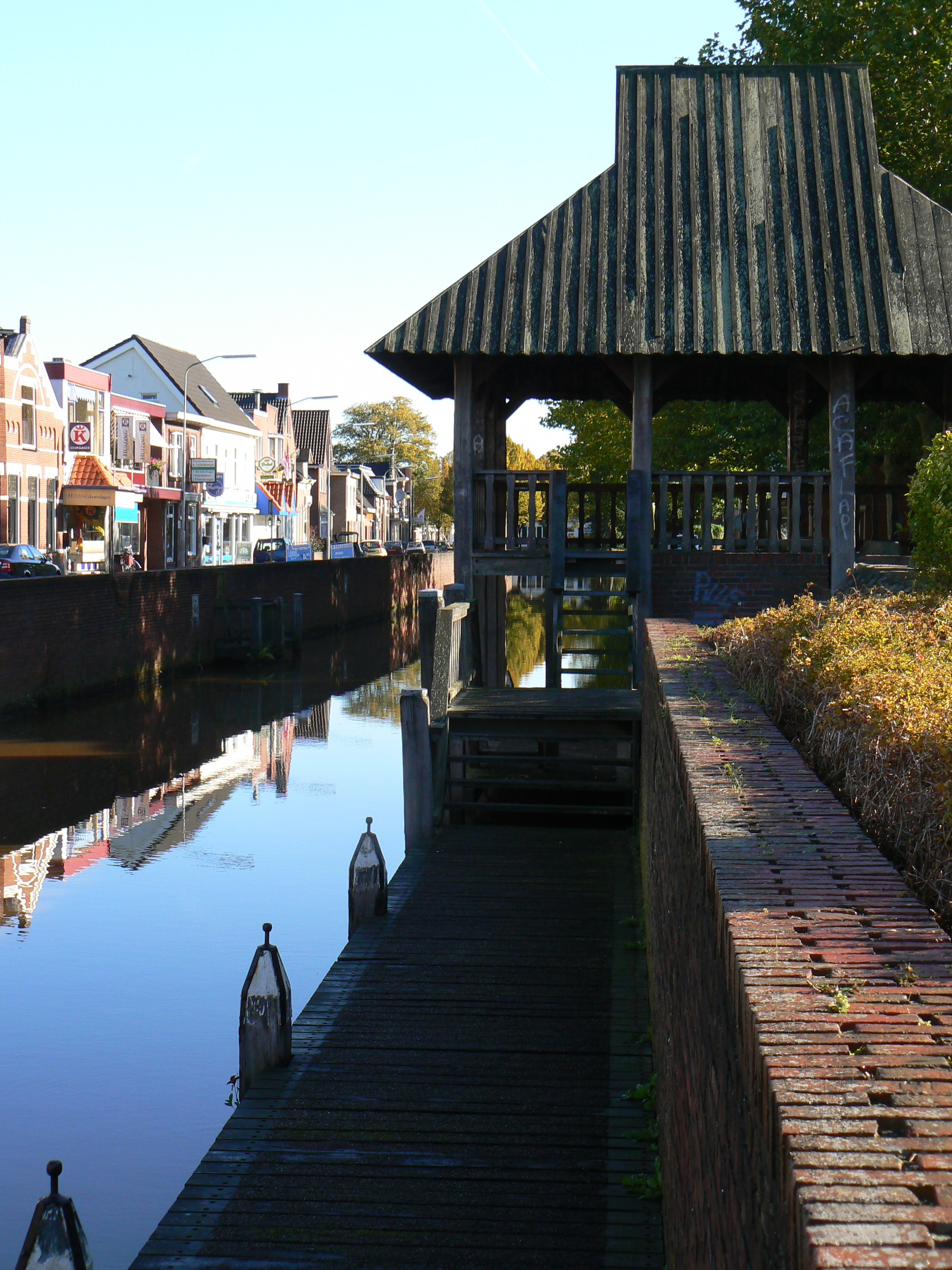
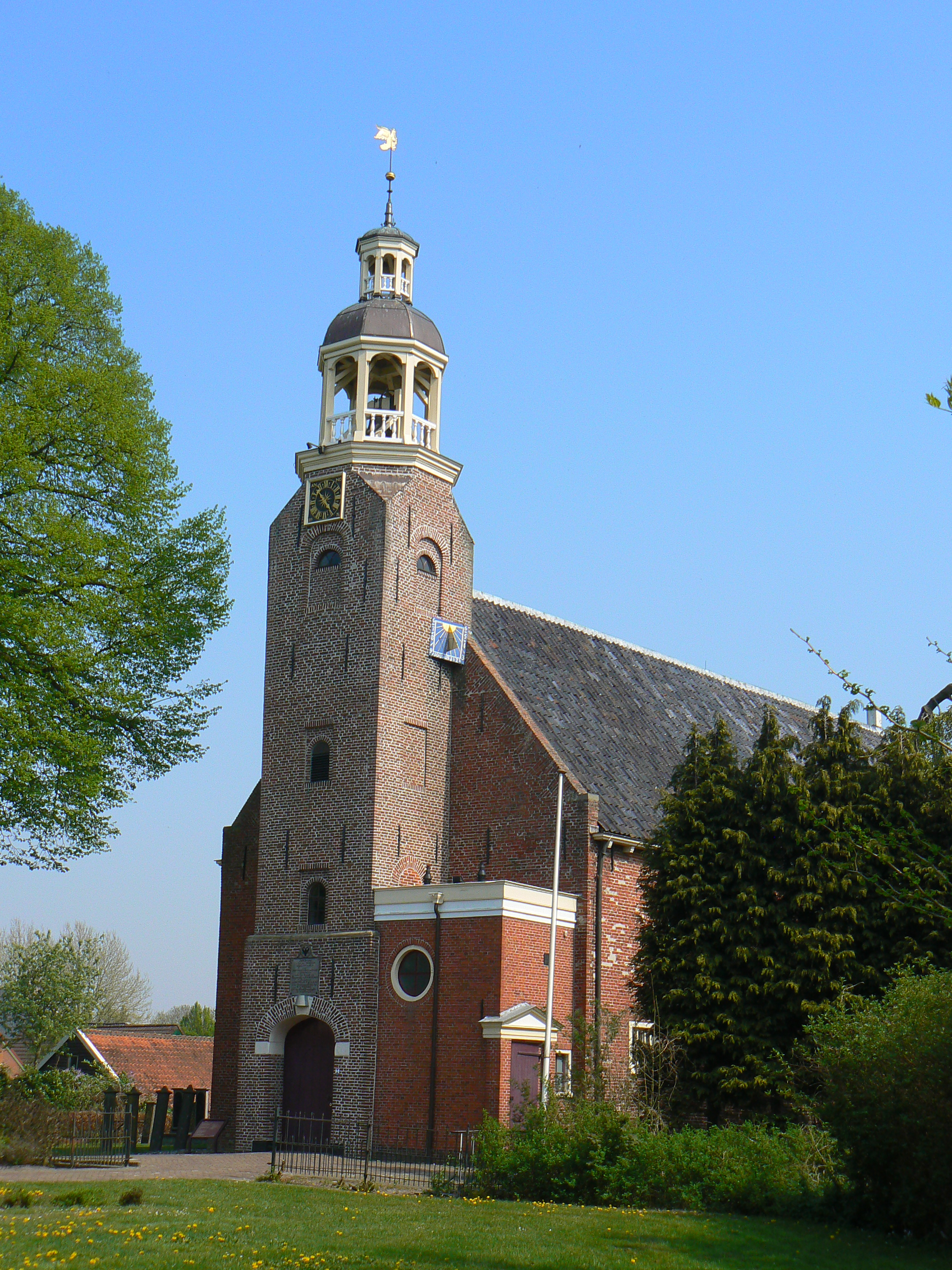